# 캐머런 브래너건
캐머런 마크 토머스 브래너건 (Cameron Mark Thomas Brannagan, 1996년 5월 9일 ~ )은 잉글랜드의 축구 선수이다. 현재 소속팀은 EFL 리그 원에 소속되어 있는 옥스퍼드 유나이티드이다.